# Boeing F-47
Boeing F-47 — перспективный истребитель шестого поколения, разрабатываемый компанией Boeing в рамках программы NGAD.

## История
21 марта 2025 года президент США Дональд Трамп объявил о заключении контракта с компанией Boeing на разработку и серийную постройку пилотируемого истребителя шестого поколения по проекту NGAD (Next-Generation Air Dominance), заявление было сделано в присутствии министра обороны Пита Хегсета и начальника штаба ВВС генерала Дэвида Эллвина.
Секретные лётные испытания экспериментальных образцов истребителя F-47 проводились в 2019 и 2022 годах. 
Представители ВВС США заявили, что служба намерена принять его на вооружение к концу десятилетия, когда он станет первым американским истребителем шестого поколения. F-47 будет иметь бесхвостую обтекаемую треугольную форму фюзеляжа и специальное покрытие корпуса, что делает его обнаружение классическими радарами почти невозможным. Также самолёт обладает уникальной адаптивной силовой установкой, в которой используется три потока воздуха для охлаждения самого двигателя и его реактивной струи, что будет снижать тепловой след самолёта и обеспечат значительное повышение топливной эффективности и дальности полёта. Может развивать скорость свыше двух махов. Другой важной особенностью самолёта станет то, что он будет в состоянии действовать в качестве центральной пилотируемой платформы совместно с целым рядом беспилотных летательных аппаратов, которые должны будут содействовать ему в выполнении задач
.
По мнению главного конструктора самолёта YF-23 Дарольда Каммингса F-47 может быть сконструирован с использованием аэродинамической схемы «Утка» без использования управления вектора тяги. По его словам «Утка, наряду со сплитеронами для контроля рыскания и флаперонами для управления по тангажу, должна обеспечивать все условия по управлению, необходимые для боевой работы самолёта».